# Odilon de Mercœur (évêque)
Odilon de Mercœur est un prélat français du XIIe siècle, évêque du Puy.

## Biographie
Odilon est le fils de Beraud VI de Mercœur et de Judith d'Auvergne. Odilon est d'abord doyen du chapitre Saint-Julien de Brioude. Soutenu par son oncle Étienne VI de Mercœur, évêque de Clermont, il transforme le doyenné en forteresse. Vers la fin de sa vie, il est évêque du Puy.